# Hans Queling
Hans Queling (* 8. April 1903 in Krefeld; † 12. September 1984 in Jeserig/Fläming) war ein deutscher Reporter und Reiseschriftsteller.

## Leben

### Jugend und Ausbildung
Als Sohn zweier Lehrer geboren, studierte er ab 1922 Volkswirtschaft in Freiburg, Hamburg, Kiel und Berlin. Zwischenzeitlich verdingte er sich u. a. als kaufmännischer Angestellter und Angestellter im Hamburger Gewerkschaftshaus.

### Erste Reisen
Bereits 1925 unternahm er erste Reisen nach Griechenland, Ägypten und Palästina, über die er in der Lokalpresse berichtete. Nachdem auf einer Nordafrika-Expedition sein Reisebegleiter in einem Wüstensturm ums Leben gekommen war, kehrte Hans Queling nach Deutschland zurück.
1929 unternahm er mit fünf Freunden aus dem Nerother Wandervogel seine erste Indienreise. Begleitet wurde er dabei von Peter Wolters, Fred Harmsen und Robert Oelbermann, dem er später sein zweites Buch widmete. Queling verbrachte im Rahmen dieses Aufenthaltes 4 Monate im Haus von Mahatma Gandhi, begleitete diesen bei seinen Reisen durch Indien und hielt selbst Vorträge zur Notwendigkeit und der wirtschaftlichen Organisation der Unabhängigkeit Indiens. Während dieser Reisen lernte Queling auch S.C. Bose und Rabindranath Tagore kennen. Über diese Erfahrungen erschienen im Frankfurter Societäts-Verlag seine Bücher Sechs Jungens tippeln nach Indien (1931) und Sechs Jungens tippeln zum Himalaja (1933).

### Indien, Tibet Afghanistan
Ab 1932 war Queling Stipendiat der Abraham-Lincoln-Stiftung und ab 1934 Mitarbeiter in der Redaktion der Frankfurter Zeitung. Diese ermöglichte ihm von 1935 bis 1937 seinen zweiten Indienaufenthalt als Reiseberichterstatter. In dieser Zeit unternahm er u. a. eine Forscherfahrt nach Tibet, die in dem Buch Im Land der schwarzen Gletscher geschildert wird. Queling lernte den Wissenschaftler Walter Norman Koelz kennen, der im Auftrag der University of Michigan seltene Vögel und Pflanzen dokumentierte. Diesen begleitete er mehrfach auf Expeditionen.
Ab 1937 war Queling Korrespondent der Frankfurter Zeitung in Stockholm, wo er Anfang 1939 das Angebot bekam, nach Afghanistan zu gehen, um von dort aus weitere Reisen zu unternehmen und darüber zu berichten. Über diesen Aufenthalt erschien später das Buch „Adler, Berge und Menschen“.
1940 kehrte er nach Deutschland zurück und wurde als wissenschaftlicher Mitarbeiter der Rundfunkabteilung des Auswärtigen Amtes einberufen. Er arbeitete hierbei eng mit dem späteren Bundeskanzler Kurt Georg Kiesinger zusammen und traf auf den ihm bereits aus Indien bekannten Subhas Chandra Bose.

### Arbeit in der DDR und Grenzdurchbruch in den Westen
Nach Kriegsende wurde Queling von 1945 bis 1948 auf dem Gebiet der späteren DDR zunächst Leiter der Abt. Landwirtschaft und Ernährung im Landratsamt Belzig. Dort lernte er seine Frau kennen, mit der er eine Landwirtschaft in dem kleinen Ort Jeserig/Fläming betrieb.
Am 3. Januar 1965 gelang Queling der „Grenzdurchbruch“ nach West-Berlin. Er reiste zunächst zu seiner Schwester nach Holland, der bekannten Violinistin Riele Queling. Dann traf er in Hamburg letztmals seinen Freund Paul Sethe, der ihm den Kontakt zu Marion Gräfin Dönhoff vermittelte. Am 29. Januar 1965 kehrte er nach Ost-Berlin zurück und wurde im anschließenden Strafverfahren – vertreten durch Rechtsanwalt Wolfgang Vogel – am 6. Mai 1965 wegen Passvergehens zu einer Bewährungsstrafe verurteilt. Aufgrund seiner Bekanntschaft mit Gräfin Dönhoff gelangen Hans Queling nach seiner Rückkehr in die DDR nur noch gelegentliche "politisch korrekte" Veröffentlichungen in Die Zeit.

## Werke
- Sechs Jungens tippeln nach Indien. Societäts-Verlag, Frankfurt a. M. 1931
- Sechs Jungens tippeln zum Himalaja. Societäts-Verlag, Frankfurt a. M. 1933
- Sechs Jungens tippeln nach Indien und zum Himalaja. Societäts-Verlag, Frankfurt a. M. 1931
- Im Land der schwarzen Gletscher. Eine Forschungsreise nach Tibet. Frankfurt a. M. 1937
- Adler Berge und Menschen. Mit Flugzeug und Karawane in die unbekannte gewaltige Gebirgswelt Afghanistans. Radebeul 1958

## Übersetzungen
- Zes jongens tippelen naar Voor-Indië
- På eventyr i India
- Tramping orchestra
- Hans traver til Tibet